# Karl-Oskar Mosebach
Karl-Oskar Mosebach (* 26. Januar 1919 in Merseburg; † 3. Februar 2006 in Brühl (Rheinland)) war ein deutscher Chemiker mit dem Schwerpunkt Physiologische Chemie. Er lehrte am Institut für Physiologische Chemie der Universität Bonn.

## Leben
Karl-Oskar Mosebach wuchs in Merseburg auf, sein Vater Herbert Mosebach war dort in der Zeit des Nationalsozialismus bis 1945 Oberbürgermeister. Er besuchte das dortige Domgymnasium. Nach dem Abitur 1938 wurde Mosebach zum Reichsarbeitsdienst und anschließend zur Wehrmacht einberufen. Er wurde in Norwegen und an der Ostfront eingesetzt. Nach Rückkehr aus englischer Kriegsgefangenschaft im März 1946 siedelte er nach Bonn um und begann zum Wintersemester 1946/47 dort Chemie zu studieren. Er promovierte 1954 mit dem Thema "Histidin als Effektor der D-Aminosäureoxidase" und setzte seine Tätigkeit als Wissenschaftler am Institut für Physiologische Chemie der Universität Bonn bei Wilhelm Dirscherl fort. Er habilitierte sich 1965, Thema seiner Arbeit war "Intermediärer Stoffwechsel und physiologische Bedeutung von L-Histidin". Nach seiner Habilitation wurde er außerplanmäßiger Professor für das Fach Physiologische Chemie am gleichen Institut, wo er bis zu seiner Emeritierung 1984 blieb.
1951 heiratete Karl-Oskar Mosebach Herta Ebert, mit der er bis zu seinem Tod zusammen lebte. Aus der Ehe gingen drei Kinder hervor.
Mosebach war begeisterter Violinist und spielte über viele Jahre bis ins höhere Alter in einem Streichquartett. Er war Mitglied der KDB Rheno-Guestphalia zu Bonn im RKDB. Von 1988 bis 2001 war er deren Altherrenvorstand (Philistersenior). Zudem engagierte er sich sehr in der evangelischen Kirche.

## Wissenschaft und Forschung
Neben verschiedenen Themen der Grundlagenforschung vor allem zur Wirkung von Steroiden war Ende der 1960er Jahre ein Schwerpunkt die Proteinbiosynthese sowie in den 1980er Jahren eine Forschungsreihe zur künstlichen Ernährung von Schwerverletzten im Auftrag der Bundeswehr.
Mosebach verfasste zudem ein Lehrbuch der Physiologischen Chemie für Studenten.

## Publikationen (Auswahl)
- Karl-Oskar Mosebach: Biochemie für Zahnmediziner. Thieme, Stuttgart; New York 1986, ISBN 3-13-570301-0.
- Karl-Oskar Mosebach: Erprobung neuerer endokrino- und anästhesiologischer Erkenntnisse bei der künstlichen Ernährung Schwerverletzter (4 Bände). Nr. 1981–1986. Dokumentationszentrum d. Bundeswehr (DOKZENTBw), Bonn, DNB 891060588.
- Karl-Oskar Mosebach, Rolf Caspari: Kombinierte physiologisch- und klinisch-chemische Untersuchungen über die Proteinbiosynthese als Grundlagenforschung zur Behandlung konsumierender Erkrankungen (3 Bände). Dokumentationszentrum d. Bundeswehr (DOKZENTBw), Bonn 1978, DNB 790526700.